# Fossillagerstätte Walbeck
Koordinaten: 52° 17′ 16″ N, 11° 3′ 51″ O
Die Fossillagerstätte Walbeck ist eine bedeutende Fundstelle im westlichen Teil Sachsen-Anhalts. Sie befindet sich nahe der Ortschaft Walbeck im Tal der Aller. Hier wurden in einer Karstspalte im anstehenden Muschelkalk zahlreiche fossile Säugetier- und Vogelreste gefunden, die aufgrund der Zusammensetzung der Säugetierfauna in das Mittlere Paläozän vor etwa 60 Millionen Jahren zu stellen sind. Dominiert wird die Säugetierfauna von zahlreichen, teils urtümlichen Kleinsäugern und von den größeren, heute ausgestorbenen Arctocyoniden, huftragenden Raubtieren und Allesfressern. Unter den Vögeln ist neben der hohen Vielfalt einer der weltweit ältesten Nachweise des Riesenlaufvogels Gastornis bemerkenswert. Der Fundkomplex von Walbeck gehört zu den umfangreichsten überhaupt und ist darüber hinaus der einzige bekannte in Deutschland aus dieser geologischen Epoche. Er stellt ein wichtiges Zeugnis aus der ersten Entfaltung der Säugetiere kurz nach dem Aussterben der Dinosaurier dar.

## Geographische Lage
Die Fossillagerstätte Walbeck liegt im nördlichen Harzvorland nur wenige Kilometer südlich der Ortschaft Weferlingen im Tal der Aller im nördlichen Westen von Sachsen-Anhalt. Die nächstgrößere Stadt ist Helmstedt 8 km südwestlich im angrenzenden Niedersachsen gelegen. Das Örtchen Walbeck, das der nördlich davon gelegenen Fundstelle ihren Namen verlieh, grenzt dabei an den Lappwald.

## Geologie

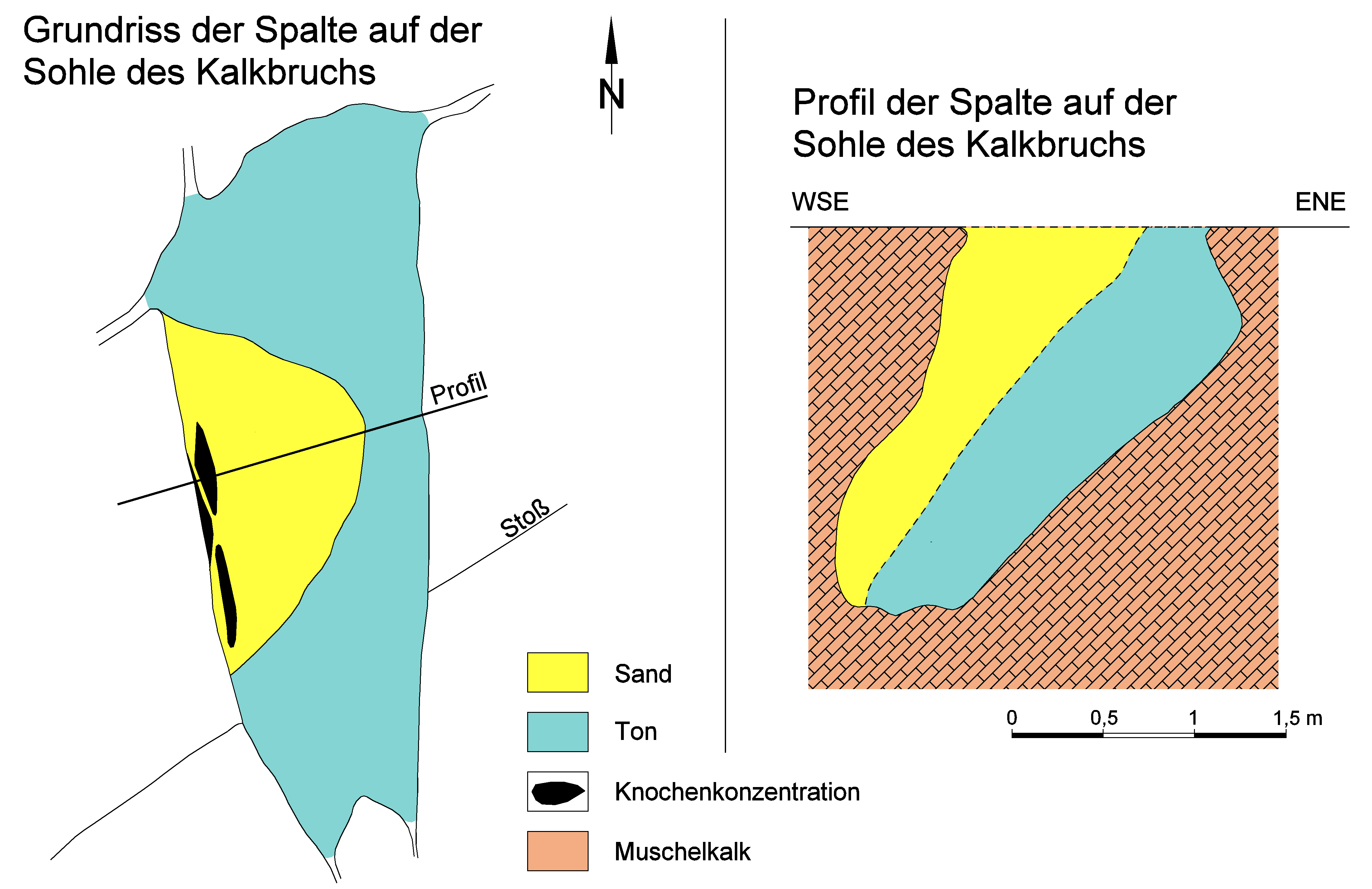
Umriss und Querschnitt der fossilführenden Karstspalte von Walbeck

Das Fundgebiet selbst befindet sich am Südwestrand der Weferlingen-Schönebeck-Scholle (auch Weferlingen-Schönebecker-Triasplatte genannt). Die Weferlingen-Schönebeck-Scholle stellt eine 10 bis 12 km breite und rund 110 km lange Leistenscholle dar, die generell nach Südwest geneigt und von Nordnordwest nach Südsüdost gerichtet ist. Sie wird durch zahlreiche längs- und querverlaufende Störungen mehrfach gegliedert. Hauptsächlich stehen hier Ablagerungen des Buntsandsteins an, der sich vor 251 bis 243 Millionen Jahren gebildet hatte, nur im Norden streichen noch Reste des unterlagernden Zechsteins aus. Weiter im Süden folgen zum Rand des Allertales hin auch die Gesteine des auflagernden Muschelkalkes vor 243 bis 235 Millionen Jahren und anschließend des Keupers, der jüngsten Gesteinseinheit der Scholle.
Der bei Walbeck anstehende Untere Muschelkalk der Jena-Formation ist weitgehend aus dünnplattigem Wellenkalk der Oolithbank aufgebaut und durchsetzt mit gelbfarbenen, dolomitartigen Kalken. Diese waren starker Verkarstung ausgesetzt und sind heute dadurch von zahlreichen Spalten überprägt. Die Spalten folgen meist Gesteinsklüften im Muschelkalk und weisen so häufig in einem Winkel von 45° in den Untergrund, dabei kreuzen sie sich vielfach, zudem sind sie mit unterschiedlichsten Sedimenten gefüllt. Eine dieser Spalten war Nord-Süd gerichtet und reichte circa 14 m schräg tief in den Muschelkalk. Ausgefüllt war sie mit einem Verwitterungston, in dem im unteren Bereich eine Linse aus einem zunächst mergeligen, später aber stark lehmigen Sand eingebettet war. In der räumlich eng begrenzten Sandlinse fanden sich die zahlreichen Knochen und Zahnreste einer formenreichen Fauna des Mittleren Paläozän.

## Funde
Das faunistische Fundmaterial aus der Sandlinse umfasst mehr als 10.000 Objekte, die Amphibien, Reptilien, Vögeln und Säugetieren zugeordnet werden können. Darunter befinden sich mehr als 6000 Fossilfunde der Säugetiere, ebenso wie mehr als 450 Vogelreste vorliegen. Vor allem die Vogelreste stellen einen der größten Fundkomplexe überhaupt aus dem Paläozän dar und zeigen im Vergleich zu anderen, etwa gleichaltrigen Fundstellen eine hohe Diversität. Die Lagerung in einer Karstspalte zeigt an, dass die Funde des Paläozäns umgelagert wurden. Die Fossilien sind teilweise abgerollt und stark zertrümmert, vollständig liegen nur kompaktere Knochen wie das Felsenbein des Schädels oder Gelenkenden von Langknochen sowie Zähne vor. Jedoch ließen sich zahlreiche Knochen wieder zusammensetzen. Aufgrund des Gesamtbefundes wird angenommen, dass das Fossilmaterial als gemeinsame Einheit während eines einmaligen Ereignisses in die Karstspalte eingebettet wurde.
Neben dem eindeutig paläozänen Fundmaterial kamen als Beifunde auch versteinerte Reste von Nautiliden und Seelilien aus dem Muschelkalk zum Vorschein. Das Auftreten von Fossilien land- und wasserlebender Tiere, etwa das Schulterblatt des Urwals Basilosaurus aus dem Unteren Oligozän lässt annehmen, dass die Einbettung der paläozänen Funde in die Karstspalte etwa zu dem Zeitpunkt – wahrscheinlich mit der Rupel-Transgression vor rund 33 Millionen Jahren – stattfand, als das damalige nordwesteuropäische Tertiärmeer sich weit nach Süden bis in das heutige Sachsen-Anhalt ausdehnte. Die zahlreichen gebrochenen Knochen der paläozänen Fauna gehen dabei möglicherweise auf das Einwirken der Meeresbrandung zurück.
Reste der Flora des Paläozäns sind aus der Karstspalte nicht bekannt. In einer kleinen, halokinetisch entstandenen Randsenke des Allertals bei Walbeck hat sich aber eine reichhaltige Makroflora mit Früchten, Samen und Blättern erhalten, die zu den in Europa seltenen Pflanzenfossilien aus dem Maastrichtium der Oberkreide vor 72 bis 66 Millionen Jahren gehören.

### Amphibien und Reptilien

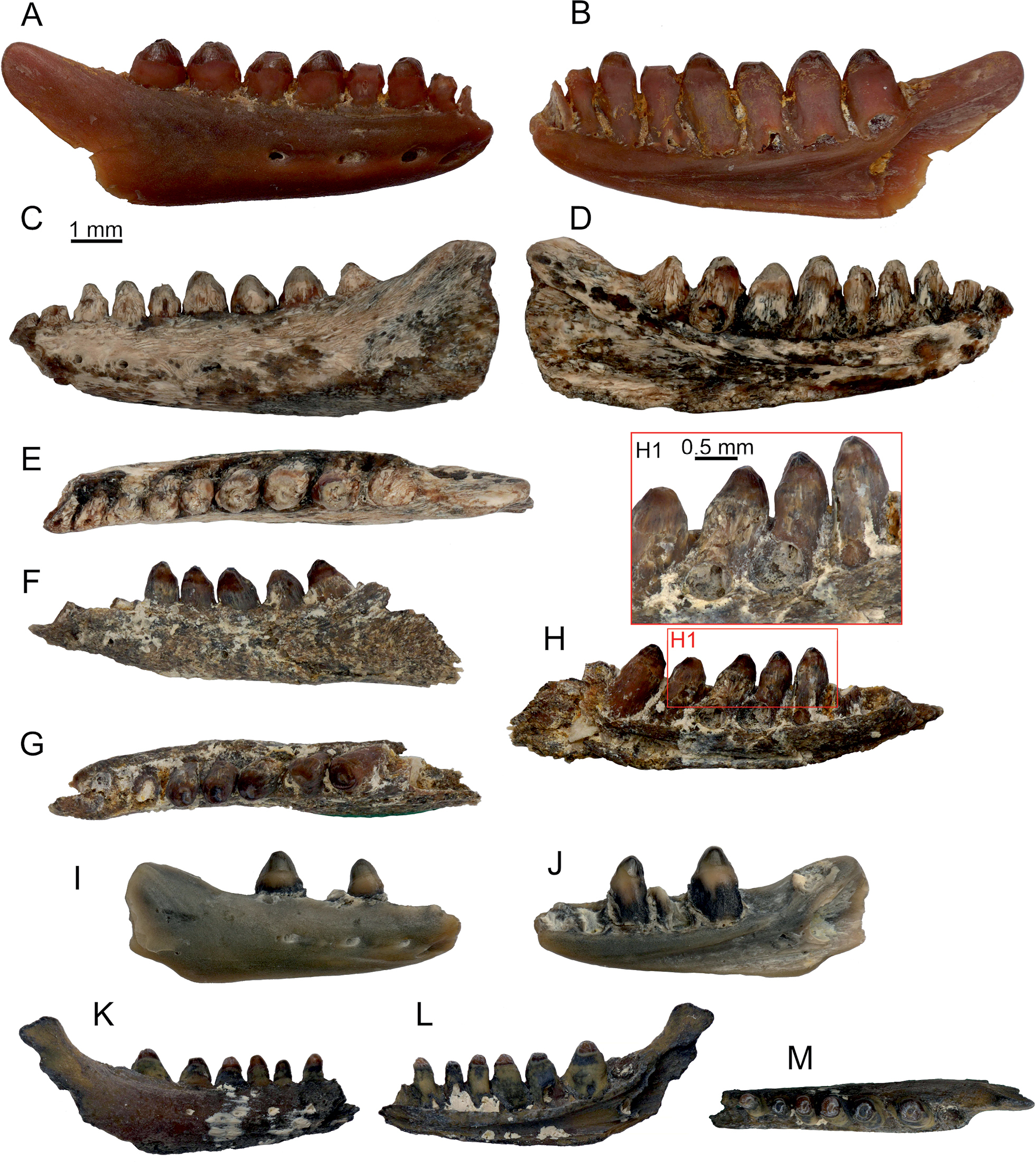
Unterkieferfragmente von Camptognathosaurus aus Walbeck

Die zahlreichen fossilen Reste der Amphibien umfassen unter anderem fragile Wirbel von mehreren Formen der Schwanzlurche, darunter Molche wie Woltersdorfiella und Geyeriella, weiterhin aber auch Knochen von Fröschen. Reptilien sind weniger häufig, kommen aber mit einigen Hautknochenplatten von Krokodilen, etwa von Diplocynodon und Pristichampus, und mehreren Kieferresten und Wirbeln von Schuppenkriechtieren vor, darunter Vertretern der Agamen, Leguane und der Echten Eidechsen. Für letztere steht stellvertretend Camptognathosaurus mit zahlreichen Ober- und Unterkieferfragmenten. Die Gattung gehört zur Stammgruppe der Familie.

### Vögel
Die Vogelfauna wird durch Elemente des Bewegungsapparates und des Schädels repräsentiert und kann wenigstens fünf Gattungen zugewiesen werden. Dabei ist es derzeit aber nur bedingt möglich, diese genauer mit einer der heute lebenden, höheren Vogelgruppen in nähere Verwandtschaft zu bringen. Fast alle in Walbeck nachgewiesenen Vögel stellen flugunfähige Formen dar. Hierzu gehört einer der weltweit ältesten Nachweise des Riesenvogels Gastornis (teilweise auch Diatryma genannt), der anhand eines rund 7 cm langen Rabenbeins bestimmt wurde. Ebenfalls nur wenige Skelettelemente, so einzelne Flügelknochen und ein Rabenbein, umfasst Fissuravis. Dieser Vogel gehört möglicherweise in die nähere Verwandtschaft der Steißhühner und wurde anhand der Walbecker Fossilien erstbeschrieben. Fast ein Drittel des avinen Fundmaterials kann Walbeckornis zugeschrieben werden, wobei ein Großteil des Körperskelettes überliefert ist. Die Gattung ähnelt den rallenartigen Messelornithidae aus der ins Mittlere Eozän datierenden Grube Messel in Hessen und kommt in Walbeck mit drei Arten vor, darunter der dominierenden W. creber. Die zweithäufigste Vogelform in Walbeck stellt Gradiornis aus der weiteren Verwandtschaft der langbeinigen Seriemas im heutigen Südamerika dar, die aber nur etwas mehr als zwei Dutzend Fundobjekte umfasst. Mit Berruornis konnte auch ein sehr urtümlicher Vertreter der Eulen entdeckt werden. Dessen Fossilmaterial beläuft sich auf einen etwa 5,7 cm langen Tarsometatarsus und einen 3,1 cm langen, greifvogelartig gestalteten Zwischenkieferknochen. Weiteres Fundmaterial der Vögel ist bisher noch nicht genauer klassifiziert.

### Säugetiere
Die sehr umfangreiche Säugetierfauna setzt sich aus Vertretern von rund 16 Gattungen aus wenigsten 7 Ordnungen zusammen. Zu den urtümlichsten Angehörigen der Säugetiere gehören insektenfresserartige Formen wie Bustylus, der aber nur über zwei hintere Backenzähne belegt ist. Nahe verwandt oder möglicherweise identisch mit Bustylus ist das häufiger auftretende Afrodon, von dem neben Zahnmaterial auch postcraniale Skelettelemente vorliegen. Beide Gattungen zeichnen sich durch fünf spitze Zahnschmelzhöcker auf den Molaren aus, was auf eine hauptsächliche Insektennahrung schließen lässt. Mit einem angenommenen Körpergewicht von 7 bis 8 g, ermittelt anhand der durchschnittlich 1,4 mm langen Molare, gehören diese zu den Adapisoriculidae gestellten Tiere zu den kleinsten Säugetieren von Walbeck. Die Adapisoriculidae repräsentieren bisher wenig untersuchte Vertreter der frühen Höheren Säugetiere, galten teilweise aber auch als Mitglieder der Beuteltiere. Eine vergleichbare Zahnmorphologie hatte Diaphyodectes, das gleichfalls den heutigen Insektenfressern ähnlich war, und von dem rund ein Dutzend Fundstücke, hauptsächlich Gebissreste, überliefert sind. Dieses kleine, wohl nur rund 40 g schwere Tier aus der heute ausgestorbenen Gruppe der Leptictida, stellt eine phylogenetische Vorgängerform von Leptictidium dar, welches hervorragend erhaltene Fossilien aus der Grube Messel vorweisen kann und weiterhin aus dem Geiseltal bekannt ist. Die Leptictiden kennzeichneten kurze Vorder- und lange Hinterbeine und lebten räuberisch, wobei die Beute springend auf den Hinterbeinen erjagt wurde. Die Cimolesta waren wahrscheinlich nahe verwandt mit den Leptictiden und sind ebenfalls heute erloschen. Aus dieser Gruppe konnten Aboletylestes und Pagonomus in Walbeck nachgewiesen werden. Von Pagonomus liegen allerdings nur einige wenige Zähne vor.
Plesiadapis repräsentiert als ein sehr urtümlicher Vertreter die Primaten und gehört einem im Eozän ausgestorbenen Seitenzweig der Halbaffen an. Die Funde von Walbeck, die rund 300 Objekte wie Schädelreste und Teile des Körperskelettes umfassen, zählen zu den ältesten bekannten Funden dieser Säugetiergruppe überhaupt. Insgesamt wog das Tier mit knapp 390 g etwa so viel wie eine heutige Spitzmaus und ernährte sich aufgrund der Gestaltung der Backenzähne wohl überwiegend von Insekten. Wesentlich kleiner und mit nur wenigen Skelettelementen vertreten, darunter einem Oberarmknochen, ist Saxonella, das aber eine andere Linie früher Primaten vertritt. Zu den Ahnen der heutigen Rüsselspringer gehören Walbeckodon und Prolouisina. Ersterer ist über zahlreiche, rund 1,5 cm lange und relativ grazil gebaute Unterkieferfunde und postcraniale Skelettteile nachgewiesen, das etwa 600 Fundobjekte einschließt, von letzteren kam deutlich weniger Gebissmaterial zum Vorschein. Beide sind in die Gruppe der Louisinidae zu stellen, die an Basis der stammesgeschichtlichen Entwicklung der Rüsselspringer steht. Ähnliches gilt für Adapisorex, das mit über 1200 Funden sehr zahlreich vorkommt. Ursprünglich wurde es zu den heutigen echten Insektenfressern gestellt und bildete einen Vorfahren der heutigen Igel. Eine Besonderheit markieren einige wenige obere Molaren, die möglicherweise zu einem Schwestertaxon der heutigen Fledermäuse verwiesen werden können und damit zu den frühesten Nachweisen aus dieser Verwandtschaftsgruppe gehören. Bisher wurden die Funde aber noch keinem speziellen Taxon zugeordnet.
Die größten Vertreter der Säugetiere stellen in Walbeck aber die Procreodi und Condylarthra dar, welche heute ausgestorbene Linien repräsentieren. Dabei nehmen vor allem die Procreodi, huftragende und teils räuberisch lebende Tiere, fast die Hälfte des gesamten Säugetier-Fundmaterials ein. Vorn Bedeutung sind hier die mittelgroßen Gattungen Arctocyon und Arctocyonides aus der Gemeinschaft der Arctocyonidae. Sie vereinen jeweils etwa 1100 beziehungsweise 1950 Fundobjekte, die insgesamt gut 250 Individuen angehören. Die etwa schäferhundgroßen Tiere gelten aufgrund der Beschaffenheit der hinteren Bezahnung eher als Allesfresser. Selten tritt dagegen das auf Fleischnahrung spezialisierte Mentoclaenodon auf. Aufgrund der Schädellänge von 15 cm kann  dieses als das größte Säugetier von Walbeck angesehen werden. Charakterisiert ist Mentoclaenodon durch lange, säbelartig gebogene Reißzähne im Oberkiefer und durch einen massigen Unterkiefer mit stark entwickeltem Kinnbereich. Dieses Merkmal stand auch Pate für den wissenschaftlichen Gattungsnamen, der „Herrliches Kinn“ bedeutet. Neben wenigen Resten des Körperskelettes sind auch zwei nahezu vollständige Unterkiefer überliefert. Aus der heterogenen Gruppe der Condylarthra ist das wenige Gebissreste umfassende, aber relativ große Paratricuspiodon zu nennen.
Es überwiegen vor allem kleinere Säugetiere mit einem Gewicht von weniger als 400 g. Hierzu können mehr als die Hälfte der nachgewiesenen Gattungen gezählt werden. Interessant an der Zusammensetzung der Säugetierfauna ist weiterhin das Nebeneinander zahlreicher archaischer Formen der frühen Höheren Säugetiere wie die Adapisoriculidae, Leptictida und Cimolesta zu einigen Vorformen heute noch bestehender Linien, etwa den Primaten und den Insektenfressern. Es fehlen aber bemerkenswerterweise die sehr urtümlichen Säugetiere, so unter anderem die Multituberculata, die ansonsten über die Kreide-Tertiär-Grenze vor etwa 65 Millionen Jahren hinaus noch häufig bis weit in das Paläozän verbreitet waren. Die ungewöhnliche Zusammensetzung der Säugetierfauna mit einem hohen Anteil an Arctocyoniden ist wohl ein Resultat von Selektionsprozessen bei der Umlagerung durch das oligozäne Meer.

### Datierung
Aufgrund der Lagerung der fossilführenden Sande in einer Karstspalte ist eine relativstratigraphische Altersdatierung nicht möglich. Die Zusammensetzung der Säugetierfauna ermöglicht aber eine biostratigraphische Einschätzung des Alters. Bereits zu Beginn der Entdeckung der Fossilien von Walbeck erkannte Johannes Weigelt das hohe Alter der Fauna und datierte diese über das Auftreten der Procreodi und der frühen Primaten in die geologische Epoche des Paläozäns vor 65 bis 56 Millionen Jahren. Spätere Analysen sprachen für eine Stellung innerhalb der Stufe des Thanetiums im Oberen Paläozän, was mit Hilfe des Vorkommens des insektenfresserartigen Afrodon ermittelt wurde, der in derartig alten Fundstellen wie Adrar Mgorn in Marokko und Cernay-lès-Reims in Frankreich ebenfalls auftritt. In neueren Untersuchungsansätzen wird jedoch ein etwas höheres Alter angenommen, so dass nun Walbeck in die Stufe des Seelandiums vor etwa 60 Millionen Jahren eingestuft wird. Grund dafür ist das Vorkommen eher urtümlicher Merkmale bei einigen Säugetieren im Vergleich zu den Funden von Cernay. So ähneln die Zahnmerkmale von unter anderem dem Rüsselspringerverwandten Adapisorex und dem Adapisoriculiden Bustylus, aber auch des Procreoden Arctocyonides den älteren Funden von Maret in Belgien, die eindeutig dem Seelandium zugewiesen werden können, während die Funde von Cernay teilweise phylogenetisch jünger erscheinen.

### Landschaftsrekonstruktion
Rückschlüsse auf die ehemalige Landschaft sind nur wenige möglich. Aufgrund des Vorkommens kleinerer und größerer Tierarten gemeinsam wird auf eine vollständige Erfassung des vorhandenen Fossilmaterials während der Bergung geschlossen. Da landlebende Tiere überwiegen und auch keine Hinweise auf deutlich baumbewohnende Vögel gefunden wurden, gehen die Forscher von einem eher offenen Habitat aus. Allerdings weist die Anwesenheit der Primaten auf das Vorhandensein von Bäumen und Büschen hin.

## Forschungsgeschichte
Der Muschelkalk nördlich von Walbeck diente als Rohstoffquelle eines Kalksteinbruchs. Dort wurde die fossilführende Spalte, die unter die Abbausohle des Steinbruchs reichte, im Februar des Jahres 1939 von einem Arbeiter entdeckt. Über den Studienrat und Leiter des Museums von Gardelegen gelangte eine Fundmeldung zu Johannes Weigelt, der damals die Ausgrabungen im Geiseltal leitete. Weigelt erkannte anhand der ersten Funde, zu denen Unterkiefer des Primaten Plesiadapis und des Procreoden Arctocyonides gehörten, das hohe Alter der Fundstelle und leitete daraufhin umgehend Untersuchungen vor Ort ein. Der gesamte verbliebene Spalteninhalt, rund 33 t beziehungsweise 16,5 m³ wurde in mehreren Lastzügen nach Halle zur Martin-Luther-Universität Halle-Wittenberg verbracht und dort gesiebt und geschlämmt, um auch die kleinsten Knochenteilchen zu gewinnen; das sandige Fundschichtmaterial belief sich dabei auf circa 8 m³. Allerdings waren bereits weitere rund 4 m³ auf eine Abraumhalde befördert und mit weiterem Material abgedeckt worden. Diese abgelagerten Fundschichtreste wurde vor Ort in eine zweimonatigen Grabungskampagne nach Fossilien durchsucht, wobei das auflagernde Abraummaterial, insgesamt über 100 m³, entfernt werden musste. Aufgrund dieser Arbeiten gilt die Fossillagerstätte Walbeck als nahezu vollständig untersucht. Erhoffte weitere fossilführende Karstspalten konnten in der Folgezeit nicht entdeckt werden. Die Funde befinden sich heute in den Geowissenschaftlichen Sammlungen der Universität Halle.